# Дрезденски зелен диамант
Дрезденският зелен диамант или Зеленият Дрезден е шлифован диамант с тегло 41 карата и е най-големият шлифован естествено зелен диамант. Той е шлифован в крушообразна (капковидна) форма. Наречен е на Дрезден, градът в който е бившата резиденция на курфюрста на Саксония. Изложен е в новите зали на Грюнес Гевьолбе в Дрезден.

## История
Историята на диаманта не е известна напълно. Предполага се че диамантът е открит в Индия, но някои източници твърдят, че е от Бразилия. Може да се проследи историята му до Лондон, където е шлифован през 1722 г. от естествен диамант с тегло 119,5 карата. По някои сведения той е закупен от сина на Август Силния, Август III в Лайпциг чрез холандски посредник за сума, равняваща се на сумата необходима за построяването на Дрезденската катедрала. Диамантът е вграден в украшение-закопчалка за шапка на курфюрста заедно с два големи бели и 411 малки диаманта и в този вид достига до наши дни. След Втората световна война заедно с други съкровища на Дрезден се намира в СССР и през 1958 г. по решение на правителството на СССР е върнат в ГДР.
Уникалният зелен цвят на диаманта се дължи на естествената радиация, на която е бил подложен в природата.